# Copa de la ciudad de Saitama

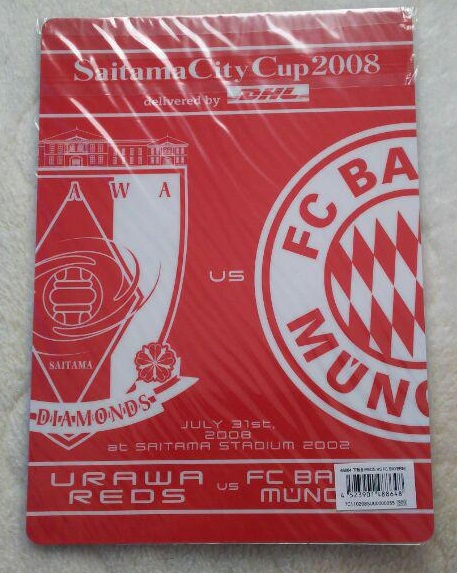
Afiche del torneo en 2008.

La Copa de la Ciudad de Saitama (conocida por su nombre en inglés, Saitama City Cup) es un torneo amistoso internacional que se lleva a cabo en Saitama, Prefectura de Saitama, Japón.
Se disputa desde 2003, y a lo largo de sus ediciones el certamen ha sido organizado por el Urawa Red Diamonds o el Omiya Ardija.

## Historia
El certamen ha sido organizado por el Urawa Red Diamonds de forma anual desde 2003, en el Estadio Saitama 2002, hasta la edición 2008. El evento de 2009 también se planeó y anunció, pero se canceló más tarde debido a la pandemia de gripe de 2009.
Las ediciones de 2010 y 2011 fueron organizadas por el Omiya Ardija, por lo que se celebraron en el NACK5 Stadium Ōmiya. Después de la ausencia del torneo en 2012, el evento de 2013 fue organizado nuevamente por Urawa y Arsenal FC. En esa edición hubo invitados no japoneses, mientras que la edición anterior en 2011 fue competida por Omiya y Urawa, sin invitados no japoneses por primera vez.
En los últimos años, el certamen se disputó de forma intermitente, siempre buscando convocar a equipos tradicionales de fútbol para competir contra un equipo local. En la edición de 2020, Nacional se convirtió en el primer club sudamericano en competir y obtener el trofeo. Por otra parte, el único club en repetir su participación fue el Bayern de Múnich, presente en las ediciones de 2006 y 2008.

## Resumen de ediciones

### Títulos por año
| Año           | Campeón            | Resultado | Subcampeón              | Sede final           |
| ------------- | ------------------ | --------- | ----------------------- | -------------------- |
| 2003 Detalles | Urawa Red Diamonds | 2:2       | Feyenoord               | Estadio Saitama 2002 |
| 2004 Detalles | Urawa Red Diamonds | 1:0       | Inter Milan             | Estadio Saitama 2002 |
| 2005 Detalles | Urawa Red Diamonds | 0:3       | FC Barcelona            | Estadio Saitama 2002 |
| 2006 Detalles | Urawa Red Diamonds | 1:0       | Bayern de Múnich        | Estadio Saitama 2002 |
| 2007 Detalles | Urawa Red Diamonds | 2:2       | Manchester United       | Estadio Saitama 2002 |
| 2008 Detalles | Urawa Red Diamonds | 2:4       | Bayern de Múnich        | Estadio Saitama 2002 |
| 2010 Detalles | Omiya Ardija       | 5:0       | Suwon Samsung Bluewings | Estadio Ōmiya        |
| 2011 Detalles | Omiya Ardija       | 3:0       | Urawa Red Diamonds      | Estadio Ōmiya        |
| 2013 Detalles | Urawa Red Diamonds | 1:2       | Arsenal                 | Estadio Saitama 2002 |
| 2017 Detalles | Urawa Red Diamonds | 1:1       | Seoul                   | Estadio Urawa Komaba |
| 2020 Detalles | Omiya Ardija       | 0:1       | Nacional                | Estadio Ōmiya        |